# Huelga portuaria de Valparaíso de 1903

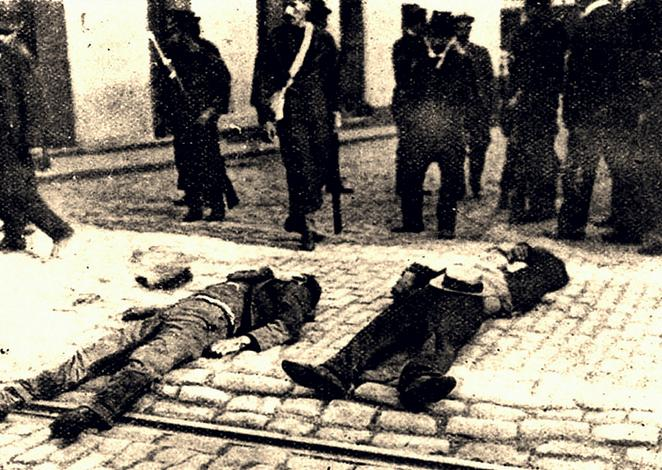
Dos de siete muertos frente a El Mercurio de Valparaíso.

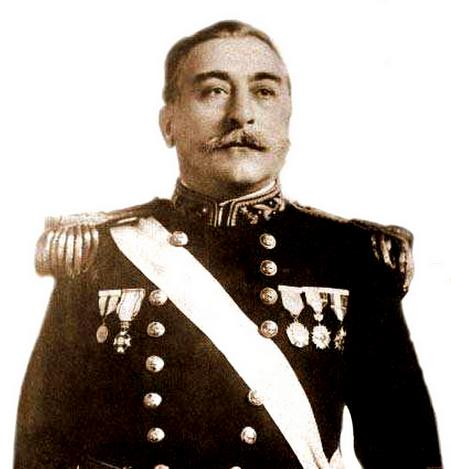
Almirante Arturo Fernández Vial

La huelga portuaria de Valparaíso de 1903 fue una manifestación de trabajadores del puerto de Valparaíso (Chile), y que finalizó con un importante número de fallecidos producto de la represión que le siguió.

## Hechos
La huelga se inició el 13 de mayo a causa de una serie de quejas por parte de los trabajadores del puerto. Reclamaban, en primer lugar, una disminución de la jornada de trabajo. En adición a lo anterior, una mejora en los ingresos.
La compleja situación que aquejaba a la gran mayoría de los porteños de la clase obrera influyó en que muchos habitantes de la ciudad solidarizaran con el movimiento. Valparaíso se convirtió en un campo de batalla. Desde los cerros que componen buena parte de la ciudad, numerosas masas de pobladores descendieron al plan y procedieron a saquear e incendiar inmuebles.
El Estado reprimió con dureza estas acciones, al punto que se constataron 50 muertos y 200 heridos.
El almirante Arturo Fernández Vial fue designado por el presidente Germán Riesco para frenar a los revolucionarios. Fernández ignoró las órdenes, intercedió en favor de los huelguistas ante un tribunal y logró su objetivo sin derramar una sola gota de sangre adicional. Por ello se ganó la admiración de gran parte de la opinión pública. 

## En la cultura
El Club Deportivo Ferroviario Internacional de Concepción, un club de fútbol fundado en 1897 por obreros ferroviarios, decidió cambiar su nombre el 15 de junio de 1903 a Club Deportivo Arturo Fernández Vial en honor a la proeza del almirante de dicho nombre.
El escritor modernista chilote Antonio Bórquez Solar, conmovido por los hechos, dedicó el poema "Los huelguistas" a los trabajadores asesinados durante estas protestas. Este texto fue incluido en su libro "La floresta de los leones".

## Galería de fotos

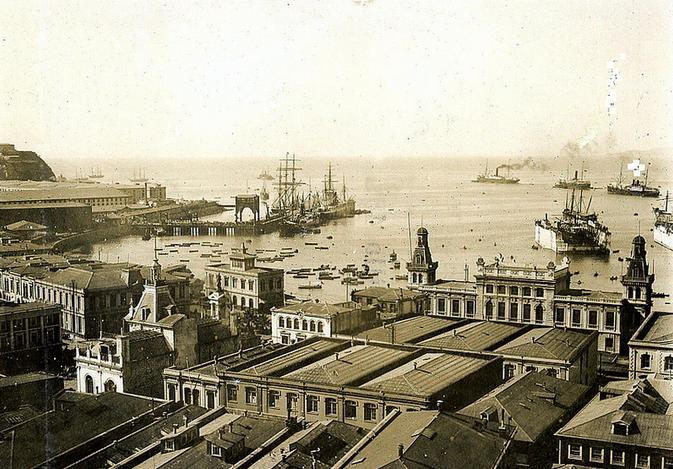
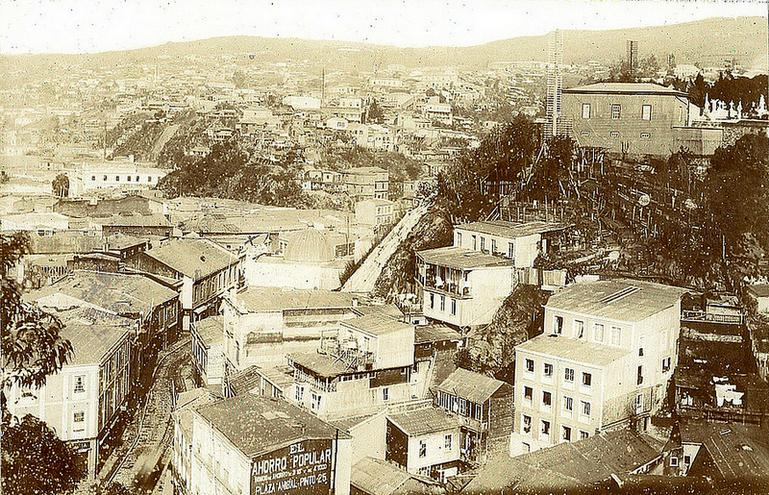
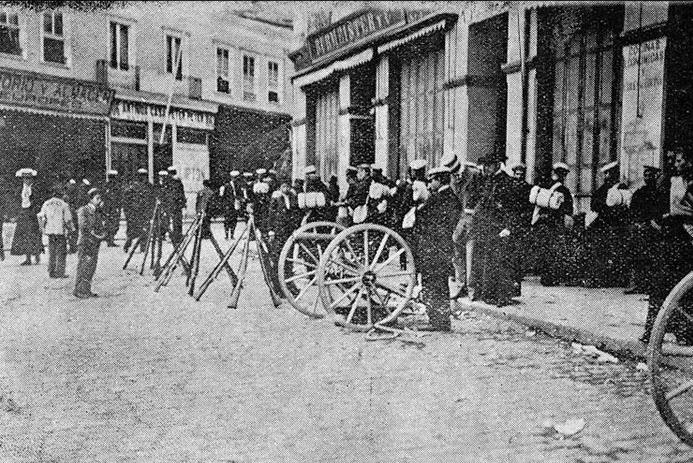
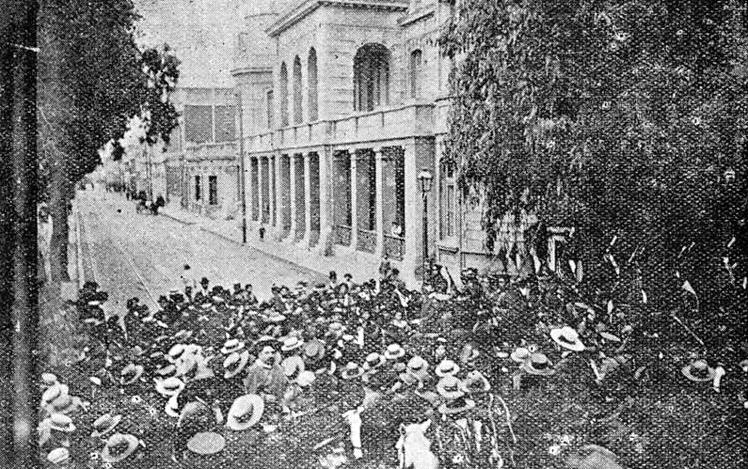
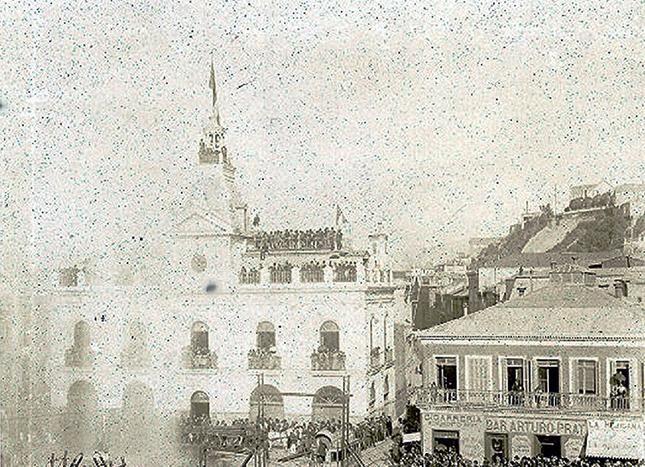
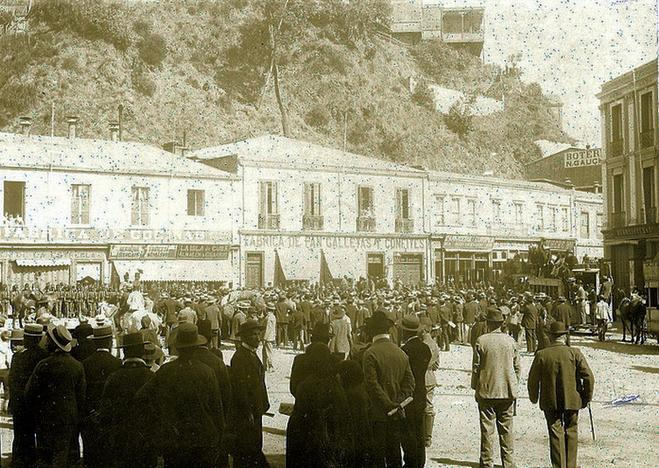
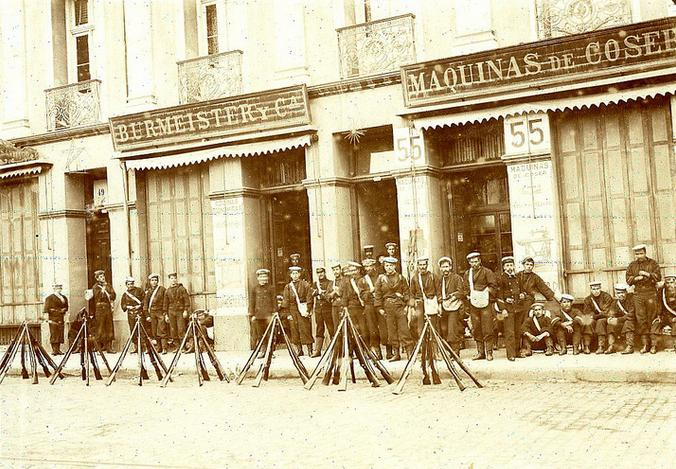
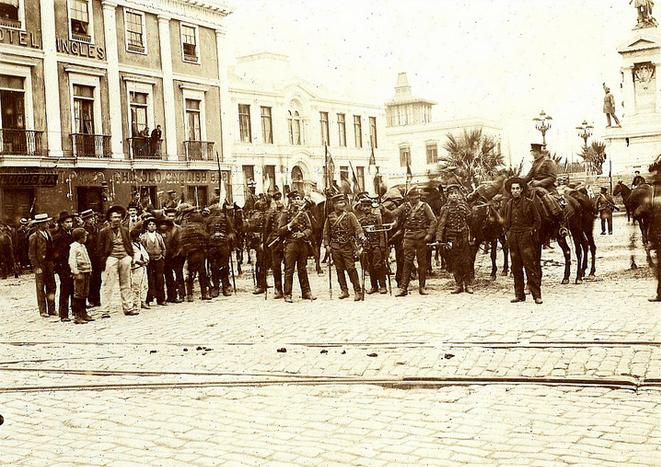
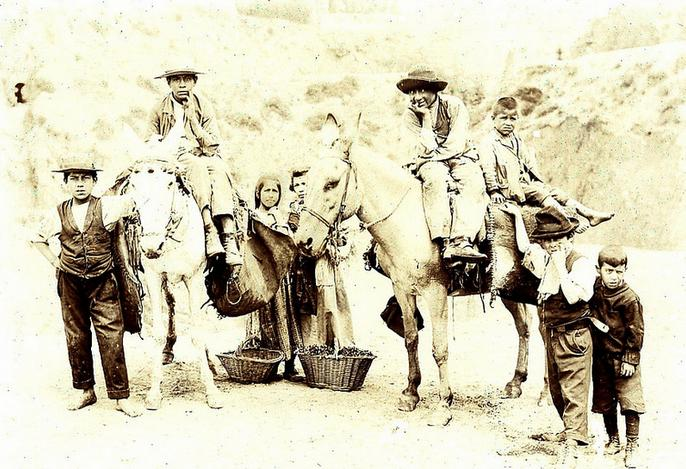
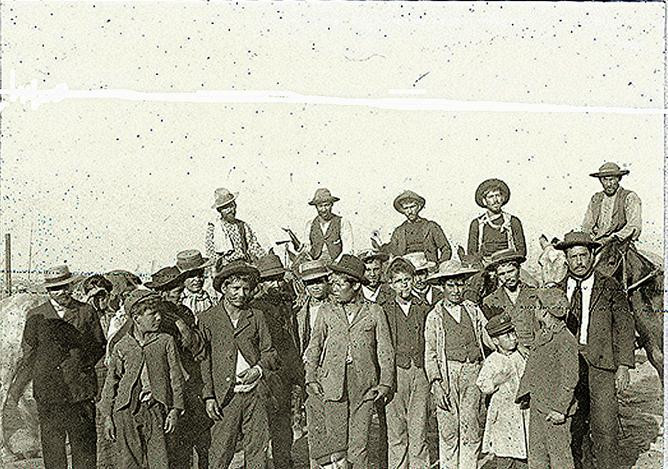
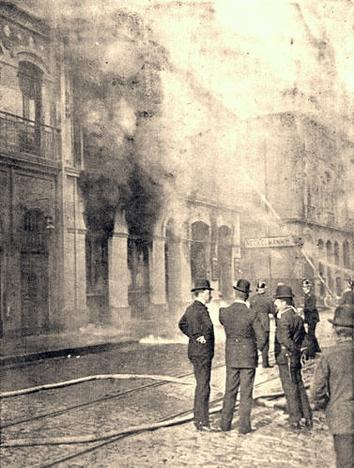
Compañía Sudamericana de Vapores en Llamas
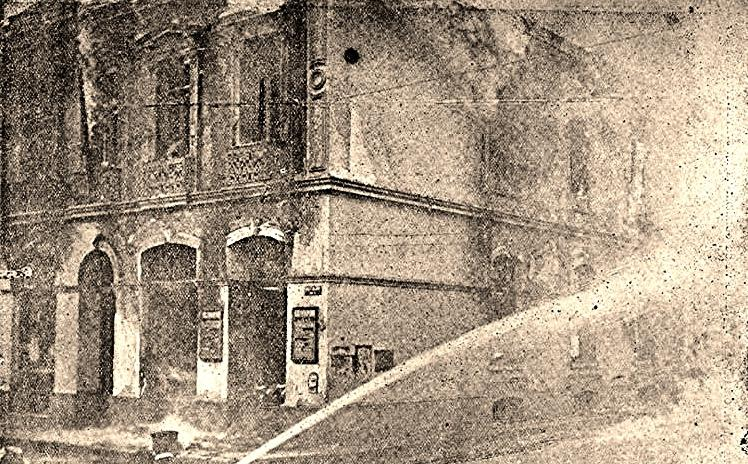
Incendio del edificio de la Compañía Sud Americana de Vapores
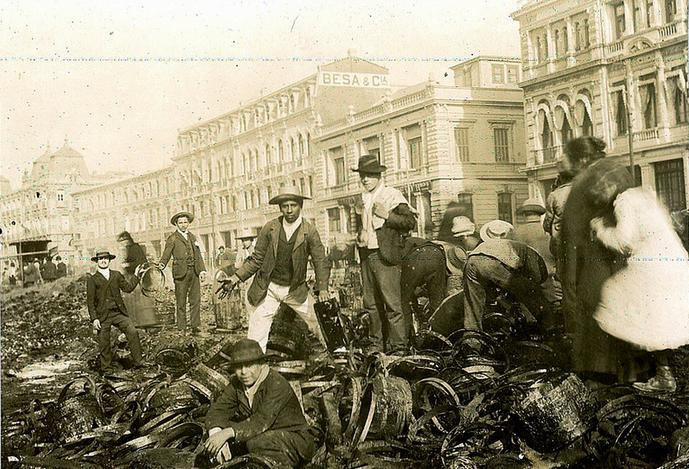
Después del incendio
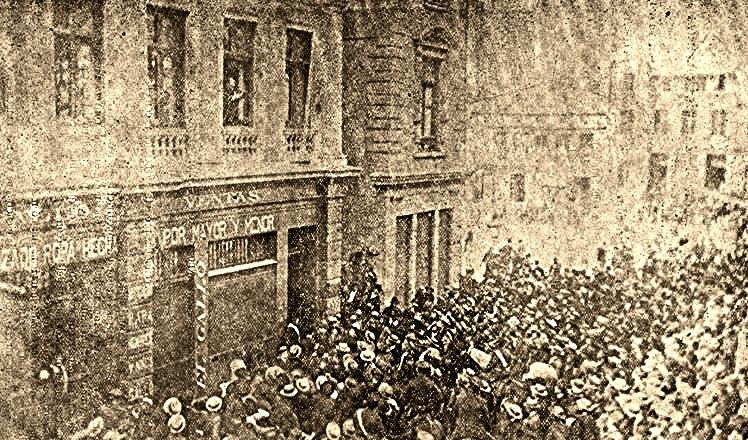
Fernández Vial y Plummer tratan dialogar con los trabajadores
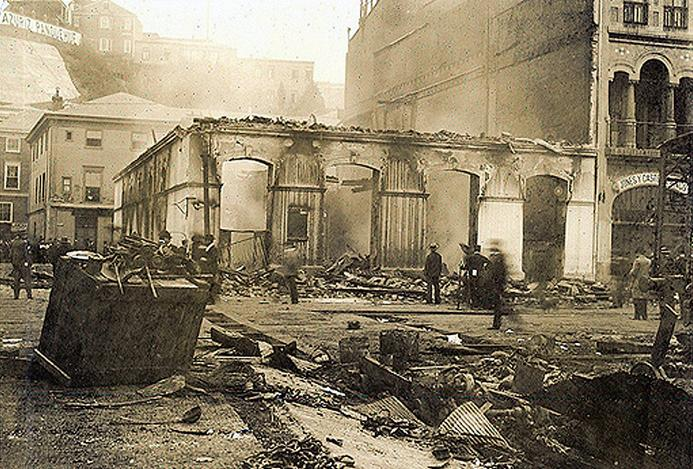
Frente a la Intendencia
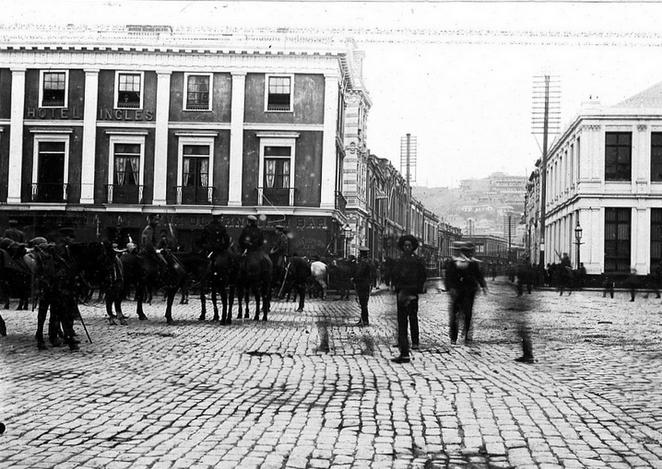
Granaderos a Caballo, Plaza Sotomayor
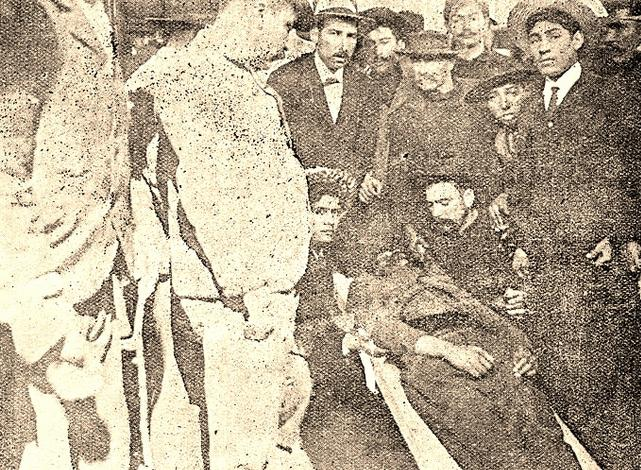
Manuel Carvajal, primera víctima
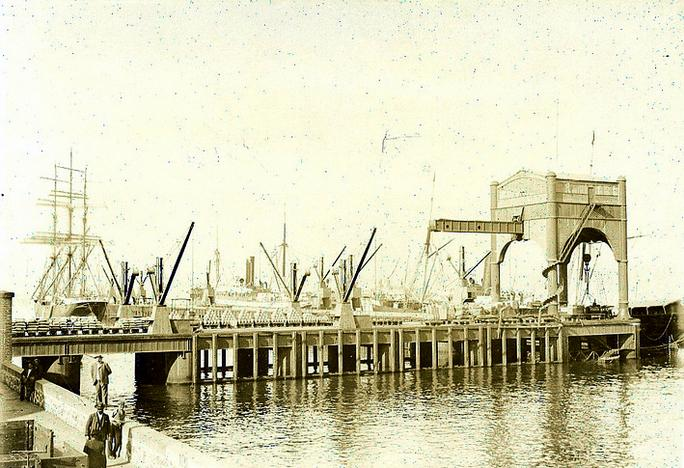
Muelle fiscal
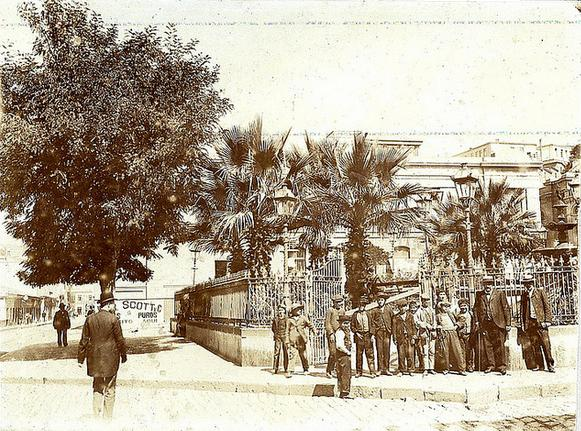
Plaza Echaurren
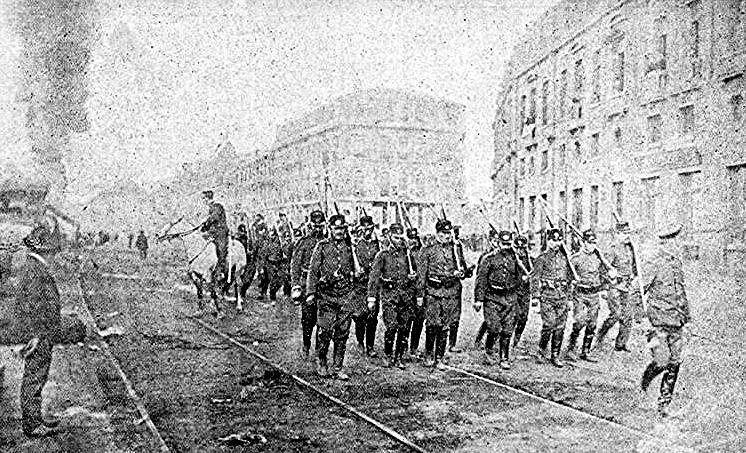
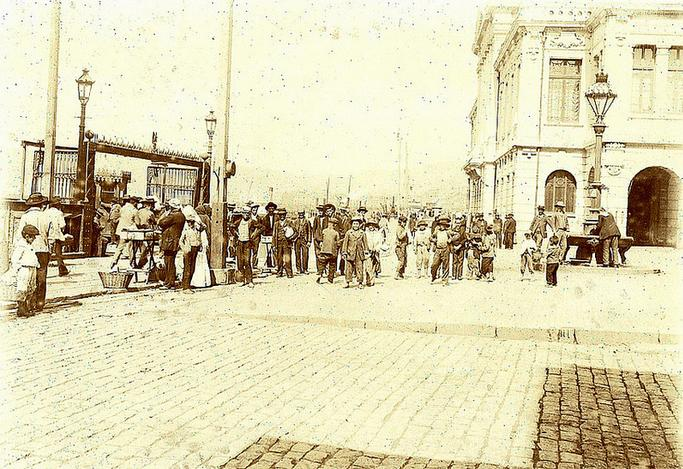
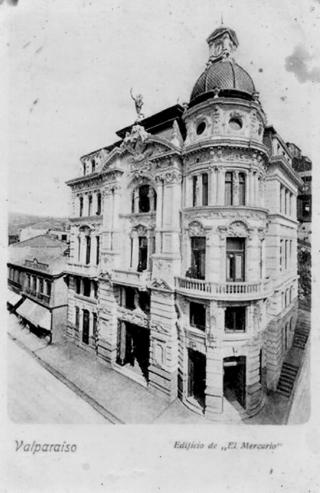
Postal edificio El Mercurio de Valparaíso a principios del siglo XX
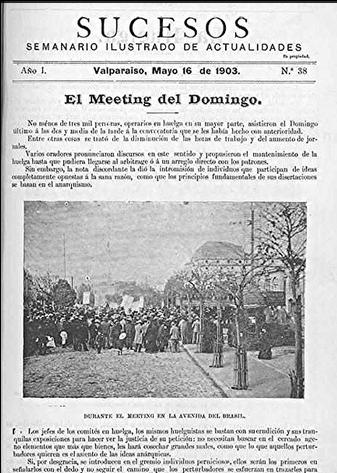
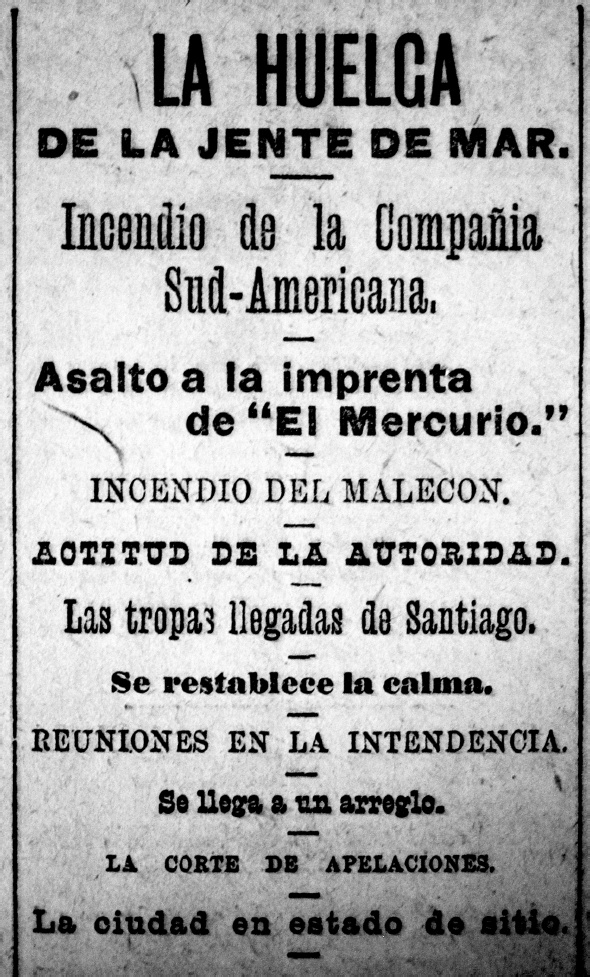